# 圣阿纳拉雷亚尔
圣阿纳拉雷亚尔，是西班牙安达卢西亚自治区韦尔瓦省的一个市镇。总面积27平方公里，总人口474人（2001年），人口密度18人/平方公里。